# NGC 5941
NGC 5941 est une galaxie elliptique relativement éloignée et située dans la constellation du Serpent. Sa vitesse par rapport au fond diffus cosmologique est de 10 151 ± 11 km/s, ce qui correspond à une distance de Hubble de 150 ± 10 Mpc (∼489 millions d'al). NGC 5941 a été découverte par l'astronome américain Lewis Swift en 1887.
En raison d'une brillance de surface égale à 11,60 mag/am2, on peut qualifier NGC 5941 de galaxie présentant une brillance de surface élevée.
À ce jour, une mesure non basée sur le décalage vers le rouge (redshift) donne une distance d'environ 131,000 Mpc (∼427 millions d'al). Cette valeur est à l'extérieur des valeurs de la distance de Hubble. Notons que c'est avec la valeur moyenne des mesures indépendantes, lorsqu'elles existent, que la base de données NASA/IPAC calcule le diamètre d'une galaxie et qu'en conséquence le diamètre de NGC 5941 pourrait être d'environ 45,1 kpc (∼147 000 al) si on utilisait la distance de Hubble pour le calculer.
Note : les bases de données Simbad et Hyperleda identifient NGC 5941 à la galaxie PGC 55309 et non à PGC 55314. La base de données NASA/IPAC souligne que l'identification NGC est incertaine.

## Groupe compact de Hickson 76

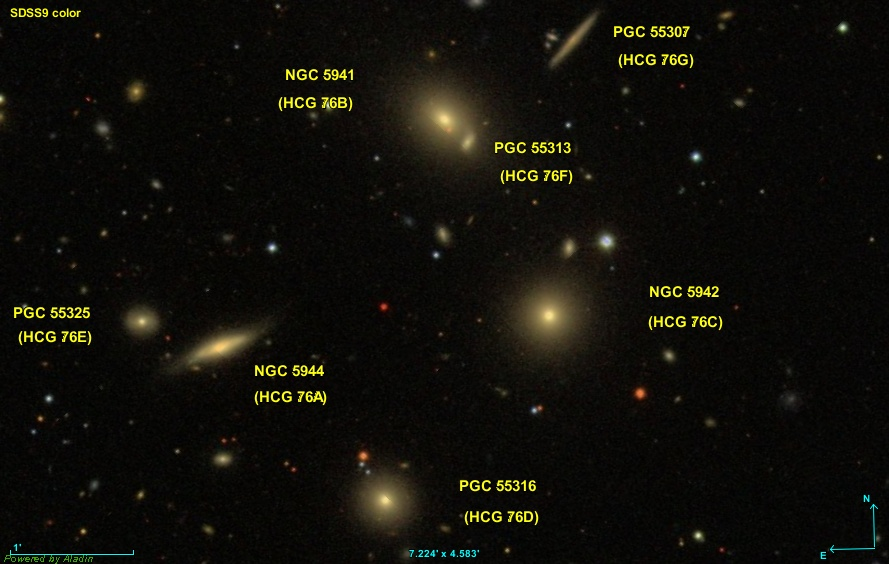
Les sept galaxies du groupe compact de Hickson 76.

NGC 5941 fait partie du groupe compact de Hickson 76 (HCG 76B). Ce groupe de galaxies comprend sept membres. Les six autres galaxies du groupe sont NGC 5942 (HCG 76C), NGC 5944 (HCG 76A), PGC 55316 (HCG 76D), PGC 55325 (HCG 76E), PGC 55313 (HCG 76F) et PGC 55307 (HCG 76G).
Il n'y avait que cinq galaxies dans la publication originale de l'astronome britanico-canadien Paul Hickson. Les galaxies HCG 76F et HCG 76G ont été ajoutées au groupe en 2009 par Reiner Vogel.